# Вероника тебердинская
Вероника тебердинская (лат. Veronica teberdensis) — многолетнее травянистое растение, вид рода Вероника (Veronica) семейства Подорожниковые (Plantaginaceae).

## Распространение и экология
Ареал вида охватывает западную часть Главного Кавказского хребта. Эндемик. Описан из окрестностей Теберды.
Произрастает на скалах, на выходах сланцев и известняков; в лесистых ущельях, субальпийском и среднегорном поясах.

## Ботаническое описание
Корневище короткое, деревянистое. Стебли высотой 10—30 см, тонкие, крепкие, цилиндрические, простые, редко разветвлённые, у основания с бурыми чешуевидными листьями.
Стеблевые листья супротивные, голые или слибо опушённые, слегка кожистые, на коротких черешках или почти сидячие, на верхушке длинно заострённые и острые.
Цветки длиной 12—15 мм, расположены и пазухах неизмененных стеблевых листьев, одиночные. Цветоножки тонкие, длиной 10—12 мм. Доли чашечки неодинаковые, на верхушке заострённые, голые или по краю ресничатые; венчик длиной 12—15 мм, почти до основания рассечённый, с очень короткой и широкой трубкой, его доли почти одинаковые, обратнояйцевидные, на верхушке островатые. Тычинки почти равны венчику; столбик превышает венчик; рыльце булавонидное, слабо выемчатое, резко переходит в столбик.
Коробочка коротко-яйцевидная, с выпуклыми гнёздами, без выемки, сразу суженная и заострённая, длиной около 4 мм, шириной 4—5 мм. Семена мелкие, плоско-выпуклые, с заметным рубчиком.

## Таксономия
Вид Вероника тебердинская входит в род Вероника (Veronica) семейства Подорожниковые (Plantaginaceae) порядка Ясноткоцветные (Lamiales).
|  |                                      |  |                                                             |                                                             |                          |  | ещё 21 семейство (согласно Системе APG II) | ещё 21 семейство (согласно Системе APG II) |                           |  |  |  | ещё от 300 до 500 видов |
|  |                                      |  |                                                             |                                                             |                          |  | ещё 21 семейство (согласно Системе APG II) | ещё 21 семейство (согласно Системе APG II) |                           |  |  |  | ещё от 300 до 500 видов |
|  |                                      |  |                                                             | порядок Ясноткоцветные                                      |                          |  |                                            |                                            | род Вероника              |  |  |  |                         |
|  |                                      |  |                                                             | порядок Ясноткоцветные                                      |                          |  |                                            |                                            | род Вероника              |  |  |  |                         |
|  | отдел Цветковые, или Покрытосеменные |  |                                                             |                                                             | семейство Подорожниковые |  |                                            |                                            | вид Вероника тебердинская |  |  |  |                         |
|  | отдел Цветковые, или Покрытосеменные |  |                                                             |                                                             | семейство Подорожниковые |  |                                            |                                            |                           |  |  |  |                         |
|  |                                      |  | ещё 44 порядка цветковых растений (согласно Системе APG II) | ещё 44 порядка цветковых растений (согласно Системе APG II) |                          |  |                                            | ещё 90 родов                               | ещё 90 родов              |  |  |  |                         |
|  |                                      |  |                                                             | ещё 44 порядка цветковых растений (согласно Системе APG II) |                          |  |                                            |                                            | ещё 90 родов              |  |  |  |                         |